# Acacia curvifolia
Acacia curvifolia é uma espécie de leguminosa do gênero Acacia, pertencente à família Fabaceae.